# Filharmonia Petersburska

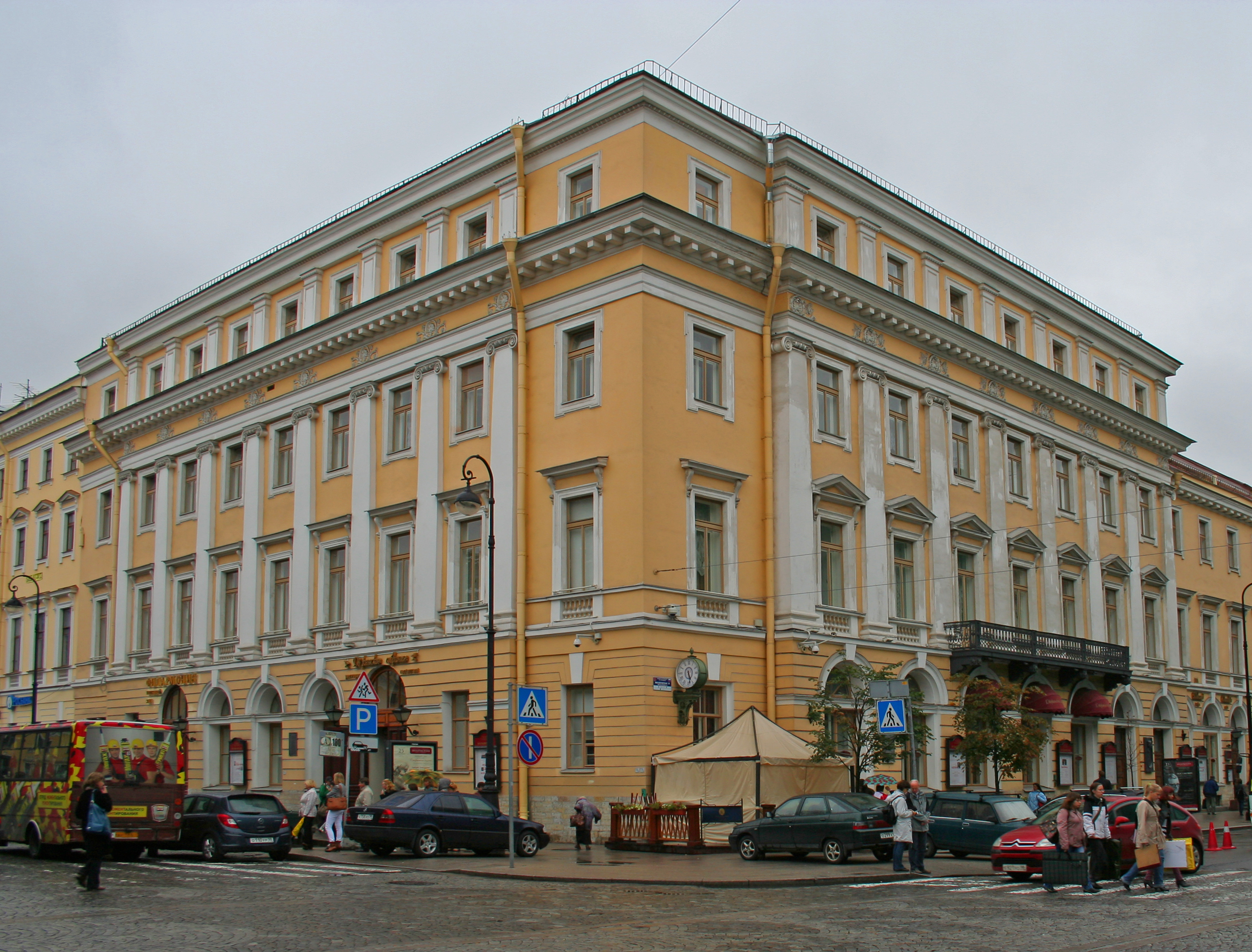
Budynek Filharmonii

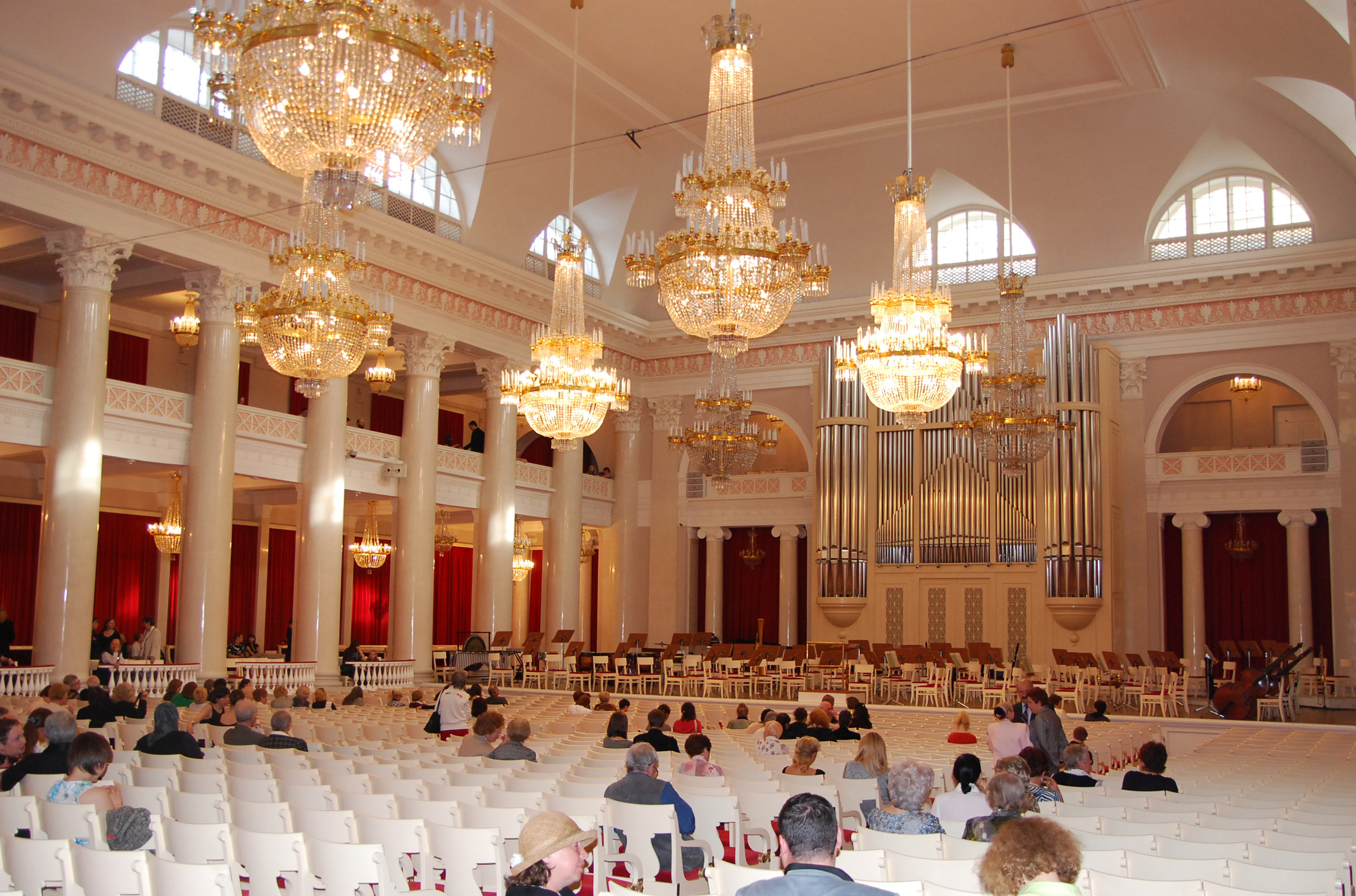
Wielka Sala Filharmonii Petersburskiej

Filharmonia Petersburska (pełna nazwa: Sankt-Petersburska Akademicka Filharmonia im. D.D. Szostakowicza, ros. Санкт-Петербургская академическая филармония им. Д. Д. Шостаковича) – państwowa instytucja kulturalna w Sankt-Petersburgu, najstarsza z filharmonii rosyjskich.

## Historia
W roku 1802 powstało w Petersburgu pierwsze w Europie Towarzystwo Filharmoniczne. Staraniem towarzystwa odbyło się w roku 1824 wykonanie „Missa Solemnis” Beethovena.
Budynek, mieszczący wielką salę koncertową (Большой зал) na 1500 miejsc, wzniósł w roku 1839 architekt Paul Jacot; fasady zaprojektował architekt Carlo Rossi dla Zgromadzenia Szlacheckiego (Дворянское собрание). Sala znajduje się przy ulicy Michajłowskiej 2.
W końcu lat czterdziestych XIX wieku sala stała się ośrodkiem kultury muzycznej Sankt-Petersburga. Występowali w niej Ferenc Liszt, Anton Rubinstein, Clara Schumann, Richard Wagner, Pauline Viardot-Garcia, Piotr Czajkowski, Modest Musorgski, Nikołaj Rimski-Korsakow i in. Po Rewolucji Październikowej sala otrzymała w roku 1921 nazwę Filharmonii Piotrogradzkiej, w roku 1924 przemianowano na Filharmonię Leningradzką. W roku 1975 nadano jej imię Dmitrija Szostakowicza. W roku 1991 przywrócono nazwę Filharmonii Petersburskiej.
W czasie blokady Leningradu, 9 sierpnia 1942 w sali Filharmonii odbyła się premiera Siódmej Symfonii „Leningradzkiej” Dmitrija Szostakowicza.
15 maja 1949 przy Newskim Prospekcie 30 otwarto małą salę kameralną (Малый зал) nazwana imieniem Michaiła Glinki. Sala mieści się w budynku zaprojektowanym w 1761 przez architekta Bartolomeo Rastrelli i przebudowanym w latach trzydziestych XIX wieku przez Paula Jacota, znanym pod nazwą „Dom Engelhardta”.
Z sali Filharmonii korzystają dwie orkiestry symfoniczne:
- Zasłużony Kolektyw Rosji – Akademicka Orkiestra Symfoniczna Filharmonii Sankt-Petersburskiej (kierownik Jurij Tiemirkanow, dyrygent Nikołaj Aleksiejew)
- Akademicka Orkiestra Symfoniczna Filharmonii Sankt-Petersburskiej (kierownik Aleksandr Dmitriew, dyrygent Władimir Altschuler)

Zgodnie z tradycją, jako ostatni z bisów po koncercie orkiestra wykonuje „Hymn Wielkiego Miasta” Reinholda Glièra dla uczczenia bohaterskiej obrony Leningradu.